# HEC Paris
Trường Thương mại Paris (tiếng Pháp: École des hautes études commerciales) hay HEC Paris là một trong những trường kinh doanh danh tiếng, được xem là một trường lớn (grande école) danh giá nhất về kinh tế tại Pháp. Trường được Financial Times xếp hạng là trường quản lý thương mại số 1 châu Âu liên tiếp nhiều năm liền. Năm 2021, HEC Paris đứng thứ 9 toàn thế giới trong Bảng xếp hạng đại học thế giới Quacquarelli Symonds về ngành quản lý và thương mại. Kỳ thi tuyển chọn vào trường luôn được đánh giá là một trong những kỳ thi gắt gao nhất trong các trường đại học ở Châu Âu với tỷ lệ chấp nhận vào học khoảng 8% trong tổng số thí sinh ứng tuyển. Thành lập vào năm 1881, trường được quản lý và tài trợ bởi Sở Công Thương Paris (CCIP).
Trường HEC Paris từng đào tạo nhiều chính khách, nhà kinh tế, nhà quản lý nổi tiếng cho nước Pháp và cho thế giới. 12 trên 40 tập đoàn lớn nhất của Pháp có tổng giám đốc là cựu sinh viên HEC. HEC là trường đại học hàng đầu châu Âu đào tạo ra nhiều tổng giám đốc nhất cho các tập đoàn hàng đầu thế giới trong bảng Fortune Global 500 (xếp thứ 3 nếu tính trên toàn thế giới, sau đại học Harvard và Stanford của Mỹ). Cựu tổng thống Pháp François Hollande là cựu sinh viên của HEC. Các chương trình của trường được công nhận cùng lúc bởi các tổ chức chứng nhận quốc tế: AMBA, EQUIS và AACSB.
Trường tọa lạc tại Jouy-en-Josas từ năm 1964, ở ngoại ô thủ đô Paris, khá gần với khuôn viên của trường Bách khoa Paris.

## Lịch sử trường
HEC chính thức mở cửa vào ngày 4 tháng 12 năm 1881 tại Paris. Mặc dù có nhiều tham vọng và chất lượng giảng dạy cao, ban đầu HEC chỉ được xem là lựa chọn "bất đắc dĩ" của các sinh viên do không vào được các trường lớn khác và muốn rút ngắn nghĩa vụ quân sự. Tình trạng này kéo dài cho đến tận chiến tranh thế giới thứ 2. Nhưng từ sau chiến tranh, nhờ áp dụng phương pháp giảng dạy kiểu Mỹ, trường càng ngày càng có đông sinh viên muốn theo học. Kì thi tuyển đầu vào trở nên rất khắc nghiệt và chông gai.
Vào năm 1964, tổng thống Pháp Charles de Gaulle quyết địn dời trường đến Jouy-en-Josas. Ngài phát biểu "Các bạn trẻ thông minh, sáng lán, kinh lược, vượt qua kì thi tuyển khó khăn và sau 3 năm học sâu rộng tại đây, tôi chắc rằng, sẽ lèo lái thành công nước Pháp như là một trong những siêu cường kinh tế của thế giới hiện đại".
Phụ nữ được chấp nhận vào học tại HEC lần đầu vào năm 1973. Lúc đầu mỗi năm chỉ có vài chục nữ sinh viên. Đến nay, tỉ lệ nam-nữ tại HEC gần như cân bằng.
Trong thập niên 70s, HEC bắt đầu mở rộng mạng lưới ra khắp thế giới. Vào năm 1973, trường liên kết với Đại học New York và Trường kinh tế London. Từ năm 1975, trường bắt đầu nhận sinh viên quốc tế. Đến năm 1988, HEC thành lập mạng lưới các trường quản lý thương mại châu Âu cùng với ESADE (Trường MBA hàng đầu châu Âu), Đại học Bocconi và Đại học Cologne (trường đại học lâu đời nhất châu Âu).
Ngày nay, HEC là trường thương mại hấp dẫn nhất ở Pháp và cả châu Âu. Từ mấy thập niên gần đây, HEC luôn được xếp vị trí số 1 tại Pháp. Financial Times xếp HEC là trường quản lý thương mại số 1 của châu Âu.

## Chương trình học
- Cử nhân Nghệ thuật
- "Grande école" hệ đại học
- MBA
- Cao học
- Executive MBA, liên kết với Đại học New York, Trường Kinh tế London
- Tiến sĩ

### Bachelor in Data, Society and Organisations
Được công bố vào tháng 10 năm 2023, trường cung cấp chương trình Cử nhân Nghệ thuật hợp tác với Đại học Bocconi ở Milan. Tập trung vào Dữ liệu, Xã hội & Tổ chức, nó kết hợp khoa học dữ liệu và khoa học xã hội. Sinh viên dành ba học kỳ đầu tiên ở Ý và ba học kỳ cuối cùng ở Pháp trong khuôn viên trường Jouy-en-Josas.

### Chương trình "Grande école"
Kì thi tuyển
Sinh viên hệ đại học của HEC được tuyển chọn thông qua 2 kì thi cực kì khó khăn:
- Năm nhất: thi tuyển sau 2 năm học dự bị HEC, 380 chỗ cho khoảng 3700 thí sinh.
- Năm hai: thi tuyển cho các thí sinh đã học 3 năm đại học (Licence) trên toàn nước Pháp cho 60 chỗ.

Tuyển sinh quốc tế
HEC tuyển một số sinh viên quốc tế đã học ít nhất 3 năm đại học ngoài nước Pháp. Sinh viên được tuyển chọn sẽ vào thẳng năm hai hệ đại học và được cấp bằng EHEC (HEC quốc tế).
Chương trình học
Hệ đại học kéo dài 3 năm, cộng thêm 1 năm thực tập không bắt buộc. Trong 2 năm đầu, sinh viên sẽ học chung các môn như tài chính, kế toán, quản lý hệ thông thông tin, phương pháp và phân tích chi phí,... cùng một số môn tùy chọn. Đến năm 3, sinh viên sẽ chọn chuyên ngành như marketing, thuế, tài chính, quản trị kinh doanh, kinh tế, quản trị chiến lược, dịch vụ công, truyền thông,...
Sinh viên phải thực hiện ít nhất 40 tuần thực tập và 20 tuần ở nước ngoài.

### MBA
Chương trình MBA kéo dài 16 tháng là chương trình quốc tế nhất của trường. Các học viên thường đã tốt nghiệp đại học và có một số năm kinh nghiệm làm việc. Chương trình học được quốc tế hóa tối đa và được giảng dạy bằng tiếng Anh.
Theo xếp hạng của Financial Times năm 2008, chương trình MBA của HEC đứng thứ 18 thế giới và thứ 7 châu Âu.

### Đào tạo cao học
Giống như hệ đại học, hệ cao học của HEC được đánh giá rất cao và do đó rất kén chọn sinh viên. Tuy nhiên, ứng viên không phải qua kì thi như hệ đại học mà qua xét duyện hồ sơ và phỏng vấn. Những ngành cao học nổi tiếng như International Finance hay Entrepreneurship có số lượng ứng viên cao nhất nên chỉ những ứng viên có hồ sơ xuất sắc mới được gọi phỏng vấn.
Chương trình cao học thường kéo dài từ 12-16 tháng, trong đó có 4-6 tháng thực tập trong một công ty chuyên ngành.

### MSc in Innovation and Entrepreneurship
Executive Master Innovation & Entrepreneurship là một chương trình được phát triển bởi HEC Paris cùng với Coursera. Chương trình này trực tuyến 100% và nhằm đào tạo các giám đốc điều hành chuyên biệt trong hai lĩnh vực này trong 18 tháng. Khóa học sẽ bắt đầu vào tháng 3 năm 2017.

## Nghiên cứu
Các trung tâm nghiên cứu
Nghiên cứu tại HEC bao gồm 10 trọng tâm:
- Hành vi của người tiêu dùng
- Các nhân tố văn hóa và quản trị nhân lực
- Các dạng thức tổ chức, học tập và hiệu suất
- Quản lý doanh nghiệp
- Thông tin kế toán và tài chính: giá trị và giới hạn
- Đổi mới
- Mô hình hóa và định lượng hiệu suất của các hệ thống logistic
- Tổ chức thị trường và bất cân bằng thông tin
- Quản lý và định lượng hiệu suất
- Chiến lược phát triển

Những dự án của các trung tâm nghiên cứu này nhận tài trợ từ Quỹ HEC.
- Bảy trung tâm nghiên cứu trực thuộc GREGHEC, là một nhánh của Trung tâm nghiên cứu khoa học quốc gia (CNRS) của Pháp.
- HEC hợp tác với trường Bách khoa Paris thành lập một viện nghiên cứu và giảng dạy kinh tế và tài chính.
- HEC cũng là hội viên của Trung tâm nghiên cứu và giảng dạy UniverSud Paris.

Các trung tâm nghiên cứu chuyên ngành
Dành cho cả sinh viên và chuyên gia: HEC châu Âu, HEC khởi nghiệp, Câu lạc bộ tài chính quốc tế HEC, Câu lạc bộ Á-Âu, Trung tâm HEC Mĩ Latin, Trung tâm nghiên cứu tiếng Anh. Từ năm 2001, 8 tiêu đề giảng dạy được thành lập với sự hợp tác của những tập đoàn lớn như Carrefour, Toshiba, Accor, Air France, SNCF, Apple, Deloitte...

## Sinh viên xuất sắc
Những sinh viên xuất sắc nhất mỗi khóa sẽ được đề cử vào danh sách vinh dự của HEC (hay là Dean's Honor List). Danh sách này bao gồm hệ đại học, cao học và MBA.

## Hội cựu sinh viên HEC
Hội cựu sinh viên HEC được thành lập vào năm 1883 nhằm mục đích tập trung hoạt động của các cựu sinh viên đại học HEC, MBA HEC, cao học HEC và tiến sĩ HEC. Đến nay, hội có hơn 32500 thành viên trên khắp thế giới và có ngân sách hoạt động hơn 2 triệu euro. Theo một nghiên cứu của Đại học Mỏ Paris, hội cựu sinh viên HEC đứng thứ năm về số lượng tổng giám đốc điều hành trong 500 tập đoàn lớn nhất thế giới.
Một số sự kiện tổ chức bởi hội cựu sinh viên HEC:
- Hội thảo thường niên X-HEC-ENA (3 trường lớn số 1 của Pháp về 3 lĩnh vực: khoa học, thương mại, chính trị).
- Giải thưởng Mercure des Entrepreneurs HEC, biểu dương tinh thần khởi nghiệp của lớp trẻ.
- Hoạt động Matins HEC mời các nhân vật nổi tiếng của Pháp và thế giới đến thảo luận với sinh viên.

## Nghiên cứu
Vào ngày 15 tháng 9 năm 2020, trường học đã đồng sáng lập với Institut polytechnique de Paris trung tâm nghiên cứu trí tuệ nhân tạo Hi! PARIS.
Trường có ba trung tâm nghiên cứu khác: Society & Organizations Institute, Innovation & Entrepreneurship Institute và GREGHEC (Groupement de Recherche et d’Etudes en Gestion à HEC Paris).